# 職場
職場（しょくば、英: workplace）とは、人が仕事を行う物理的な場所のこと。ホームオフィス、オフィスビル、工場などがある。産業社会において、職場は家庭に次いで最も重要な社会空間の一つになっており、「複数の主体にとって中心的なコンセプトになっている。すなわち、労働者、その家族、雇用者、顧客、そして社会全体にとってである」。新たなコミュニケーション技術が発展したことにより、特定の物理的空間に位置を持たないバーチャルオフィスも登場している。

## 職場に関するテーマ
- キック・アップ・キック・ダウン（英語版）
- 毒職場（英語版）
- 職場における攻撃行動（英語版）：職場で発生する攻撃行動。
- 職場いじめ：個人あるいはグループが同僚や部下に対して攻撃的もしくは理不尽な言動を継続的に行う傾向。
- 職場内の対立（英語版）：職場で発生する対立・争い。
- 非生産的職務行動（英語版）：労働者による組織の目標に反する職務行動。
- 職場へのサイバー攻撃（英語版）：Eメールやテキストメッセージによって職場を脅迫すること。
- 職場民主主義（英語版）：職場に民主主義を全面的に取り入れること。
- 職場逸脱行動（英語版）：組織に対して計画的もしくは意図的に損害を与えようとすること。
- 職場における差別（英語版）：就職、雇用、昇進、業務の割り振り、解雇、補償における差別。
- 職場における多様性：グローバル市場においては、多様な労働者を雇用することによって、多様な顧客のニーズをよりよく理解できるという考え。
- 職場における感情（英語版）：職場での感情は、組織として職場内外とのコミュニケーションを取る際に重要な役割を果たす。
- 職場エンパワメント：労働者が仕事について自ら決定を下せるようにすること。
- 職場における評価（英語版）：雇用者が労働者の仕事ぶりを評価する際に用いる指標。
- 職場の女性化（英語版）：女性従業員の数が増え、男性は「女性的」コミュニケーションに対応できるようになった。
- 職場における友情（英語版）：職場での一体感、職務満足度、組織コミットメント、離職願望に関係している。
- 職場におけるジェンダー平等（英語版）：賃金差別、昇進・昇格差別に関係している。
- 社内ゴシップ（英語版）：他人のプライベートに関する噂話。
- 職場内ハラスメント（英語版）：労働者個人もしくは複数人に対する攻撃的言動、無視、もしくは脅迫行為のこと。
- 職場衛生調査（英語版）：病気の原因を除去すること。
- 職場におけるユーモア（英語版）：社内での仕事にまつわるユーモア。
- 職場不作法（英語版）：怠慢、無礼、他者の軽視などといった軽度の職場逸脱行動。
- 職場介入（英語版）：組織と個人の健康を高め、労働者のストレスをコントロールする計画的取り組み。
- 会社用語（英語版）：管理職や同僚がしばしば口にする会社の専門用語、もしくは不必要なまでに複雑で不明瞭な言葉遣い。
- 職場における傾聴（英語版）：職場環境で一般的に行われている積極的な傾聴姿勢のこと。
- 職場モビング：職場いじめに似た概念。
- 職場の士気：職場の出来事は労働者の士気に大いに影響する。例えば大規模なレイオフ、残業規制、福利厚生制度の中止、労働組合の機能不全など。
- 職場におけるナルシシズム（英語版）
- 職場恐怖症（英語版）：職場や職場における特定の刺激を実際に体験するもしくはそれを想像することによって顕著な不安感を覚えること。
- 社内政治（英語版）：会社での権力を用いて自分にとって有利な立場を得られるように動くこと。
- 職場におけるプライバシー（英語版）：労働者は会社に一部の個人情報を知らせることになるが、どの程度までプライバシーが守られるべきかについては議論になる。
- 試用期間：新規採用者の身分。
- 職場におけるサイコパシー（英語版）：サイコパスが上級管理職の地位に着くと会社にとてつもないダメージがもたらされうる。
- 職場における復讐（英語版）：職場での正義を求めて行われる意図的な報復行為のこと。
- 職場破壊活動（サボタージュ）：不満を抱えた労働者が会社の設備を破壊したり職場の円滑な運営を妨害すること。
- 労働安全衛生：雇用者は労働安全衛生を確保する責任がある。
- 職場におけるスピリチュアリティ（英語版）：職場で自らの信仰や宗教的価値観を大事にしようとする個人による草の根活動。
- 職場戦略（英語版）：組織の仕事パターンと労働環境を動的に編成することでパフォーマンスを最適化しコスト削減を図ること。
- 職業性ストレス：労働者の能力、資質、ニーズが実際の仕事とミスマッチしているときに発生する肉体的・感情的なダメージ。
- 職場監視（英語版）：労働者の仕事ぶりを確認するために職場監視を行う会社がある。
- 卑語：イギリスでは、職場で罵詈雑言を発することは特定の状況においては悪質な行為とみなされうる。
- 職業訓練：個人の能力向上やキャリアアップのためにスキルや知識を磨くこと。
- 職場内暴力（英語版）：雇用者もしくは労働者による他の労働者への暴力・脅迫行為。
- 職場ウェルネス（英語版）：雇用者が提供する、労働者の健康向上を目的としたプログラムのこと。